# Assemblea nazionale del potere popolare
L'Assemblea nazionale del potere popolare (in spagnolo Asamblea Nacional del Poder Popular) è il parlamento monocamerale della Repubblica di Cuba, titolare dei poteri legislativo e costituente dello Stato socialista caraibico, sulla base della Costituzione cubana del 1976.
L'attuale presidente è Esteban Lazo, vicepresidente è Jaime Crombet Hernández-Baquero.

## Composizione e sessioni
L'Assemblea si compone di deputati eletti ogni quinquennio dai 169 municipios dell'arcipelago e sempre rieleggibili. Dopo l'ultima elezione del 2018 - costitutiva dell’ottava legislatura - risulta composta da 605 membri.
I parlamentari cubani non percepiscono emolumenti di carica ma gli è garantito il salario dell'attività lavorativa che esercitavano prima della loro elezione.
Ogni parlamentare può essere destituito dalla Assemblea nazionale.
Le sessioni ordinarie sono solo 2 l'anno, durano circa 2 o 3 giorni ciascuna. Ciascuna sessione è tuttavia preceduta dai lavori preparatori delle commissioni permanenti.
Avendo, perciò, l'Assemblea nazionale del potere popolare un tempo limitato per legiferare, la Costituzione demanda il potere legislativo effettivo al Consiglio di Stato, che lo esercita con decreti legge. Il Consiglio di Stato è eletto dall'Assemblea nazionale fra i suoi componenti.

## Elezione
Il processo di elezione dei deputati ha luogo sulla base di proposte effettuate dalle organizzazioni di massa e degli studenti presenti nelle commissioni per le candidature (art.67 legge del 1992).
A tali proposte è dato il parere delle rispettive assemblee del potere popolare. Una volta approvate, le candidature stesse sono sottoposte alla ratifica della popolazione che la esprime con voto diretto e segreto.
L'elezione ha luogo a maggioranza assoluta; se non è raggiunta, si svolge il ballottaggio fra i 2 candidati più votati.

## Poteri
L'Assemblea designa anche i componenti del Consiglio dei ministri, non ha, però, il potere di concedere o revocare la fiducia al Governo nella sua totalità.
L'Assemblea ha il potere di sindacato costituzionale: posto che la Costituzione cubana non prevede una Corte costituzionale, l'Assemblea ha il compito di verificare la compatibilità con la Costituzione dei decreti legge del Consiglio di Stato e degli atti delle assemblee provinciali e locali (potere di cui fino ad oggi, però, non si è servita) e di modificare la Costituzione con il quorum dei 2/3 dei suoi membri.